# Tanacetum
Tanacetum  L. 1753 (più nota col nome di erba amara)  è un genere di piante angiosperme dicotiledoni della famiglia delle Asteraceae, sottofamiglia Asteroideae, tribù Anthemideae (Eurasian grade) e sottotribù Anthemidinae.

## Etimologia
Il nome generico (Tanacetum), derivato dal latino medioevale  “tanazita” che a sua volta deriva dal greco "athanasia" (= immortale, di lunga durata) probabilmente sta a indicare la lunga durata dell'infiorescenza di questa pianta; in altri testi si fa riferimento alla credenza che le bevande fatte con le foglie di questa pianta conferissero vita eterna.
Il nome scientifico attualmente accettato (Tanacetum) è stato proposto da Carl von Linné (Rashult, 23 maggio 1707 – Uppsala, 10 gennaio 1778) biologo e scrittore svedese, considerato il padre della moderna classificazione scientifica degli organismi viventi, nella pubblicazione Species Plantarum del 1753.

## Descrizione

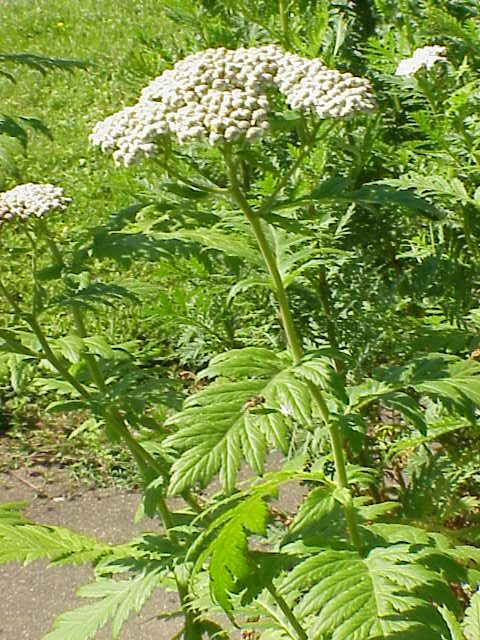
Il portamento
Tanacetum macrophyllum

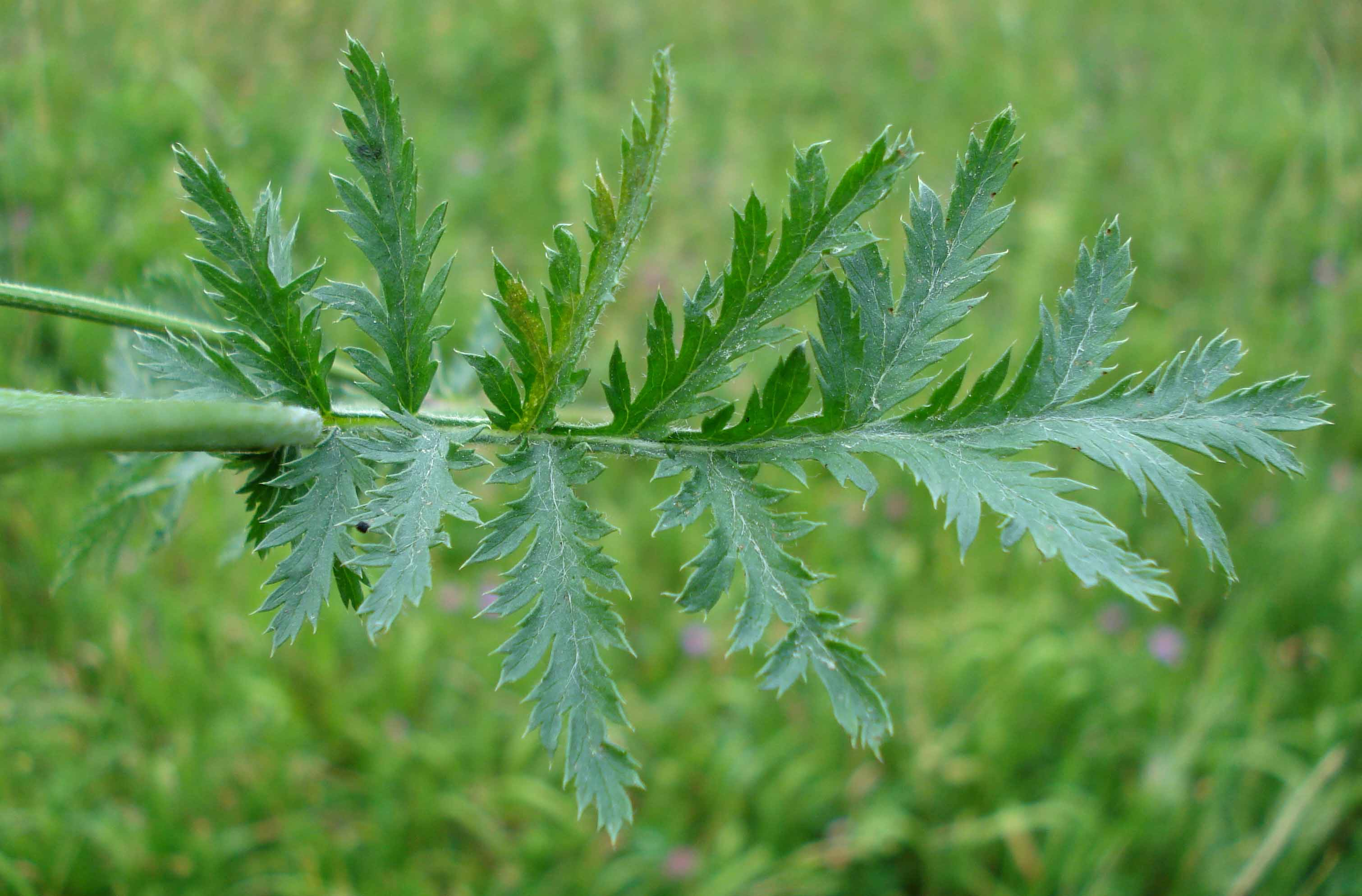
Le foglie
Tanacetum corymbosum

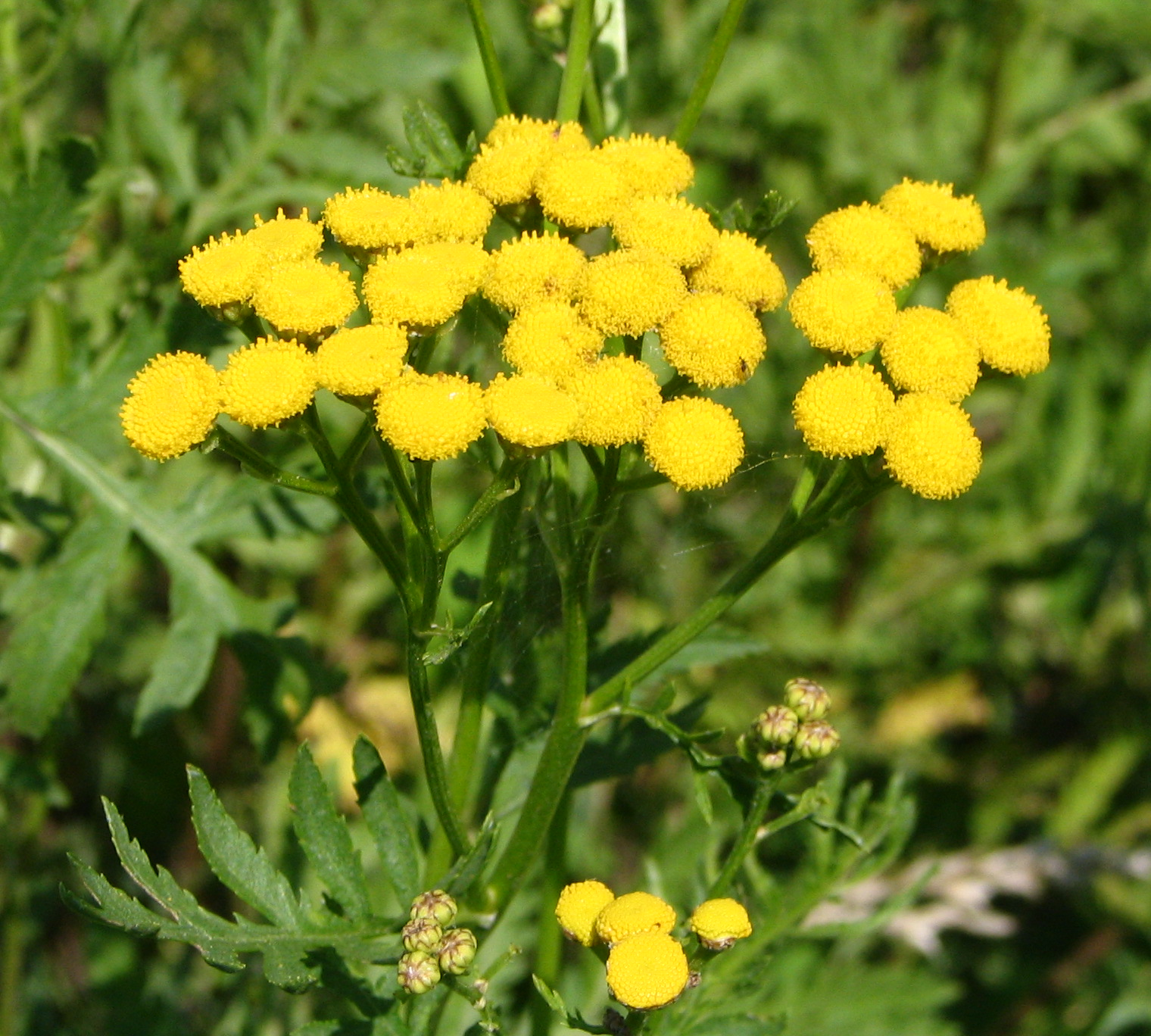
Infiorescenza
Tanacetum vulgare

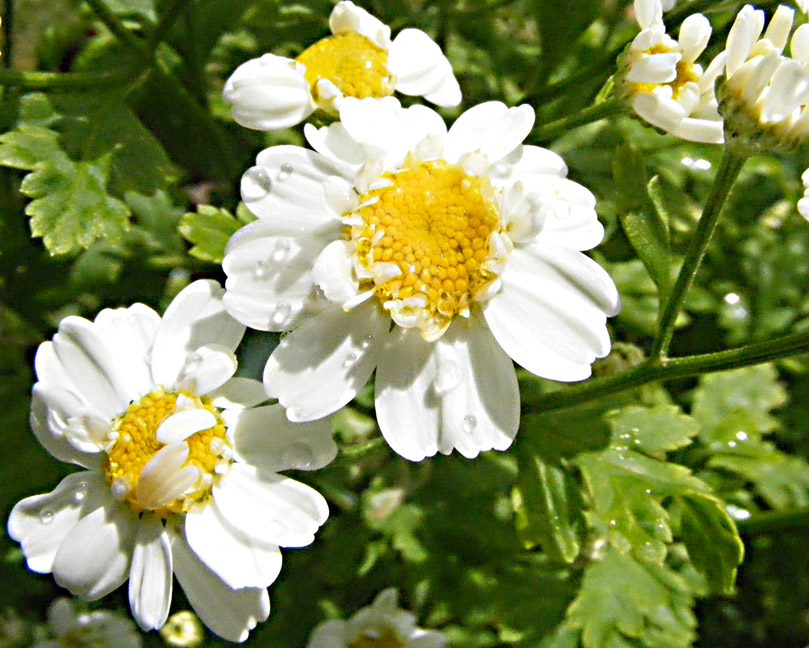
I fiori
Tanacetum parthenium

Portamento. Le specie di questo genere sono piante erbacea perenni o (raramente) annuali o subarbustive legnose. La forma biologica prevalente è emicriptofita scaposa (H scap); ossia sono piante perennanti con gemme poste al livello del suolo con fusto allungato e mediamente foglioso. Le parti epigee hanno un forte odore aromatico.]. L'indumento può essere assente o formato da peli basifissi e/o medifissi talvolta stellati.
Radici. Le radici di norma sono secondarie da rizoma.
Fusto. I fusti hanno un portamento eretto e sono ramosi e striati nella parte alta, mentre possiedono un rizoma nella parte ipogea. Raramente possono essere prostrati. La superficie del fusto può essere sia glabra che pelosa. L'altezza può variare da pochi centimetri a oltre un metro (massimo 150 cm).
Foglie. Le foglie, lungo il fusto, sono disposte in modo alterno. Quelle basali sono picciolate, mentre le cauline sono sessili ma anche picciolate. La lamina è pennatosetta, o pennatopartita, di secondo ordine, raramente del terzo ordine; ma ci sono anche, meno spesso, delle specie con foglie a lamina intera o dentata. Il bordo delle foglie è quasi sempre dentellato o crenato; mentre le due facce possono essere sia glabre che pelose.
Infiorescenza. Le sinflorescenze comprendono sia capolini solitari che raggruppati in corimbi più o meno densi. Le infiorescenze vere e proprie sono composte da un capolino terminale di tipo sia radiato, disciforme o discoide, normalmente con fiori eterogami (raramente omogami). La struttura dei capolini è quella tipica delle Asteraceae: un peduncolo sorregge un involucro, con forme campanulate, emisferiche o ovoidali, composto da 20 - 60 brattee, al cui interno un ricettacolo fa da base ai fiori di due tipi: fiori del raggio e fiori del disco. Le brattee, con forme lanceolate, oppure ovate, oppure oblunghe, diseguali e con margini scariosi, scuri o chiari, e a volte con una lieve crenatura sul dorso, sono disposte in modo più o meno embricato su più serie (da 2 a 5). Il ricettacolo, leggermente convesso (o quasi piano) e alveolato, è sprovvisto (nudo) di pagliette avvolgenti la base dei fiori. Diametro dell'involucro: 5–22 mm. 
Fiori.  I fiori sono tetra-ciclici (formati cioè da 4 verticilli: calice – corolla – androceo – gineceo) e pentameri (calice e corolla formati da 5 elementi). Si distinguono in:
- fiori del raggio (esterni): da 0 a 20 per capolino, sono femminili e disposti su una sola serie; la forma è ligulata (zigomorfa); a volte possono mancare o essere sterili o neutri;
- fiori del disco (centrali): sono più numerosi (da 60 a 300) con forme brevemente tubulose (attinomorfe); sono ermafroditi.

- Formula fiorale:

*/x K {\displaystyle \infty }, [C (5), A (5)], G 2 (infero), achenio
- Calice: i sepali del calice sono ridotti ad una coroncina di squame.

- Corolla: 
  - fiori del raggio: la forma della corolla alla base è più o meno tubulosa-imbutiforme (a volte pelosa), mentre all'apice è ligulata; la ligula può terminare con alcuni denti (3 - 5); il colore è bianco, giallo o rosa; la disposizione di questi fiori è raggiante e sporgono ben oltre l'involucro sottostante;
  - fiori del disco: la forma è tubulare bruscamente divaricata in 4 - 5 lobi; i lobi, patenti o eretti, hanno una forma deltata o più o meno lanceolata; il colore è giallo.

- Androceo: l'androceo è formato da 5 stami (alternati ai lobi della corolla) sorretti da filamenti generalmente liberi; gli stami sono connati e formano un manicotto circondante lo stilo. Le antere alla base sono ottuse. Il tessuto dell'endotecio non è polarizzato. Il polline è sferico con un diametro medio di circa 25 micron;  è tricolporato (con tre aperture sia di tipo a fessura che tipo isodiametrica o poro) ed è echinato (con punte sporgenti).

- Gineceo: l'ovario è infero uniloculare formato da 2 carpelli. Lo stilo (il recettore del polline) è profondamente bifido (con due stigmi divergenti) e con le linee stigmatiche marginali separate o contigue. I due bracci dello stilo hanno una forma troncata e possono essere papillosi o ricoperti da ciuffi di peli.

Frutti. I frutti sono di tipo achenio con forme da obconiche a cilindriche, a sezione circolare, e a cinque-dieci coste sottili e a sezione pentagonale, ma a volte possono essere anche triangolari. Le coste non contengono cellule mucillaginifere (come viceversa in altri generi vicini) e le “vallecole” (canali longitudinali interposti alle costolature) sono prive del canale resinifero. La parte apicale è troncata e dentata. Il pappo è quasi inesistente; comunque se presente è piumoso di tipo coroniforme. 

## Biologia
Impollinazione: l'impollinazione avviene tramite insetti (impollinazione entomogama tramite farfalle diurne e notturne).

Riproduzione: la fecondazione avviene fondamentalmente tramite l'impollinazione dei fiori (vedi sopra).

Dispersione: i semi (gli acheni) cadendo a terra sono successivamente dispersi soprattutto da insetti tipo formiche (disseminazione mirmecoria). In questo tipo di piante avviene anche un altro tipo di dispersione: zoocoria. Infatti gli uncini delle brattee dell'involucro (se presenti) si agganciano ai peli degli animali di passaggio disperdendo così anche su lunghe distanze i semi della pianta. Inoltre per merito del pappo (se presente) il vento può trasportare i semi anche a distanza di alcuni chilometri (disseminazione anemocora).

## Distribuzione e habitat
La distribuzione di questo genere è soprattutto relativa al “Vecchio Mondo”; infatti buona parte delle specie di Tanacetum appartengono alla flora indigena dell'Europa, Siberia, Caucaso e Armenia. Ma sono anche diffuse in Asia settentrionale e centrale, nell'Africa del Nord e America del nord (in quest'ultimo caso sono naturalizzate).

Delle 6 specie spontanee della nostra flora 5 vivono sull'arco alpino. La tabella seguente mette in evidenza alcuni dati relativi all'habitat, al substrato e alla diffusione delle specie alpine.
| Specie | Comunità vegetali | Piani vegetazionali | Substrato | pH     | Livello trofico | H2O   | Ambiente       | Zona alpina                       |
| --- | ----------------- | ------------------- | --------- | ------ | --------------- | ----- | -------------- | --------------------------------- |
| T. balsamita | 5                 | collinare           | Ca - Si   | neutro | medio           | umido | B9             | BZ BS                             |
| T. cinerariifolium | 3                 | montano collinare   | Ca        | basico | alto            | arido | B2 C2          | NO (?)                            |
| T. corymbosum | 14                | montano collinare   | Ca        | basico | basso           | secco | B6 F7 G4 I2 I3 | CN TO AO VC NO VA BS SO BZ UD     |
| T. parthenium | 5                 | montano collinare   | Ca – Si   | neutro | alto            | medio | B2 B9 G4       | tutto l'arco alpino (escl. VA TN) |
| T. vulgare | 5                 | montano collinare   | Ca – Si   | neutro | medio           | secco | B2 B5 B6       | tutto l'arco alpino (escl. TO)    |
| Legenda e note alla tabella. Substrato: con “Ca/Si” si intendono rocce di carattere intermedio (calcari silicei e simili). Zona alpina: vengono prese in considerazione solo le zone alpine del territorio italiano (sono indicate le sigle delle province). Comunità vegetali: 3 = comunità delle fessure, delle rupi e dei ghiaioni; 5 = comunità perenni nitrofile; 11= comunità delle macro- e megaforbie terrestri; 14 = comunità forestali Ambienti: B2 = ambienti ruderali, scarpate; B5 = rive, vicinanze corsi d'acqua; B6 = tagli rasi forestali, schiarite, strade forestali; B9 = zone coltivate; C2 = rupi, muri e ripari sotto roccia; F3 = prati e pascoli mesofili e igrofili; F7 = margini erbacei dei boschi; G2 = praterie rase dal piano collinare a quello alpino; G4 = arbusteti e margini dei boschi; I2 = boschi di latifoglie; I3 = querceti submediterranei. |                   |                     |           |        |                 |       |                |                                   |

## Sistematica
La famiglia di appartenenza di questa voce (Asteraceae o Compositae, nomen conservandum) probabilmente originaria del Sud America, è la più numerosa del mondo vegetale, comprende oltre 23.000 specie distribuite su 1.535 generi, oppure 22.750 specie e 1.530 generi secondo altre fonti (una delle checklist più aggiornata elenca fino a 1.679 generi). La famiglia attualmente (2021) è divisa in 16 sottofamiglie; la sottofamiglia Asteroideae è una di queste e rappresenta l'evoluzione più recente di tutta la famiglia.
Tradizionalmente all'interno della famiglia delle Asteraceae le “erbe amare” fanno pare della sottofamiglia delle Tubiflore; sottofamiglia caratterizzata dall'avere capolini con fiori ligulati alla periferia e fiori tubulosi al centro, brattee dell'involucro ben sviluppate e tutte più o meno di uguale lunghezza e frutti con pappo biancastro e morbido.
Questo è uno dei tanti generi controversi della botanica, nel senso che c'è stata (ma in certi casi sussiste ancora) una certa discordanza tra i vari botanici nel definire univocamente le sue specie di appartenenza. Alcuni studiosi, ad esempio Adriano Fiori (1865–1950), preferiscono aggregare le varie specie al genere Chrysanthemum e quindi per lui Tanacetum è una semplice sinonimia. Nel passato diverse specie di Tanacetum erano assegnate al genere Pyrethrum che in seguito è diventata una sezione del genere Chrysanthemum. Sandro Pignatti fino ad un certo punto ha preferito assegnare la specie Tanacetum balsamita L. al genere Balsamita (ora sinonimo di Tanacetum) con il nome di Balsamita major Desf. in quanto si differenzia per alcuni caratteri microscopici (struttura del gametofito). Altri generi in origine collegati alle specie di Tanacetum sono Chrysanthemum (Crisantemo),  Leucanthemum (Margherita) e Matricaria (Camomilla); fatto che si può verificare nei vari basionimi di queste specie.
Qui di seguito sono indicate alcune tradizionali classificazione scientifica di questo genere:

Asteraceae (famiglia), definita dal botanico, naturalista e politico belga Barthélemy Charles Joseph Dumortier (1797–1878) in una pubblicazione del 1822.
Asteroideae (sottofamiglia), definita dal botanico e naturalista francese Count Alexandre Henri Gabriel de Cassini (1781-1832)  e dal botanico inglese John Lindley (1799–1865) in una pubblicazione del 1829.
Anthemideae (tribù), definita da Count Alexandre Henri Gabriel de Cassini nel 1819.
Anthemidinae (sottotribù), definita da Barthélemy Charles Joseph Dumortier nel 1827.
Tanacetum L., 1753

Un'altra classificazione scientifica proposta è la seguente:

Asteraceae (famiglia)
Tanaceteae (tribù), definita dall'ornitologo e botanico germanico Heinrich Gustav Reichenbach (Leipzig, 3 January 1823 - Hamburg, 6 May 1889) in una pubblicazione del 1853.
Tanacetinae (sottotribù), definita dal fisico e botanico tedesco Carl Heinrich Schultz (June 30, 1805 - December 17, 1867) nel 1870.
Tanacetum L., 1753

### Filogenesi
Il gruppo di questa voce è descritto nella tribù Anthemideae, una delle 21 tribù della sottofamiglia Asteroideae). In base alle ultime ricerche nella tribù sono stati individuati (provvisoriamente) 4 principali lignaggi (o cladi): "Southern hemisphere grade", "Asian-southern African grade", "Eurasian grade" e "Mediterranean clade". Il genere  Tanacetum (insieme alla sottotribù Anthemidinae) è incluso nel clade Eurasian grade..
Nella struttura interna della sottotribù si individuano due cladi. Il genere di questa voce fa parte del clade comprendente i generi Archanthemis , Xylanthemum  e Gonospermum.
Il genere è suddiviso in sezioni; alcune delle quali sono qui elencate e non tutte sono riconosciute dalla comunità scientifica:
- Cinerariifolia (Heywood) Alavi
- Eutanacetum DC. (1837)
- Leucanthemopsis Giroux (1935)
- Microsperma Sch. Bip. (1844)
- Parthenium	Briq. (1916)
- Pyrethrum (Zinn) Rchb.f.
- Tanacetum
- Xanthoglossa

I caratteri distintivi del genere sono:
- il tipo delle foglie è quasi sempre pennatosetto;
- il ricettacolo ha delle forme convesse;
- l'apice degli acheni è sormontato da un piccolo anello crenato o dentato;
- il pericarpo è privo di cellule mucillaginifere e sacche di resina.

Il numero cromosomico delle specie di questo genere è: 2n = 18 (specie poliploidi).
In base all'"orologio molecolare", questo genere ha iniziato a divergere circa 7 milioni di anni fa.
Questo genere attualmente (settembre 2024) ha 135 specie.

### Sinonimi
Sono elencati alcuni sinonimi per questa entità:
- Balsamita Mill.
- Gymnocline  Cass.
- Hemipappus  K.Koch
- Omalanthus  Less.
- Omalotes  DC.
- Pontia  Bubani
- Psanacetum  (Less. ex DC.) Spach
- Pyrethrum  Zinn
- Spathipappus  Tzvelev

## Generi simili
I generi più o meno simili al Tancetum sono tanti, qui vengono elencati solo alcuni:
- Coleostephus Cass. - Margherita: i fiori ligulati sono gialli e l'achenio è sormontato da una robusta corona e possiede delle cellule mucillaginifere.
- Cotula L. - Margherita: il capolino è privo di fiori ligulati.
- Chrysanthemum L. - Crisantemo: gli acheni dei fiori periferici sono diversi da quelli centrali e sono tutti privi di cellule mucillaginifere e di canali resinifieri.
- Leucanthemopsis (Giroux) Heyw. - Margherita: i capolini hanno il ricettacolo  convesso e i fiori tubulosi hanno la corolla tronca.
- Leucanthemum Miller – Margherita: il capolino è unico e le foglie non sono pennatosette; il frutto achenio possiede delle cellule mucillaginifere e dei canali resinifieri.
- Matricaria L. - Camomilla: le piante sono a ciclo annuo.
- Nananthea DC. - Margherita: sono piante annue con capolini minuti.

## Specie spontanee della flora italiana
Nella "Flora d'Italia" di Sandro Pignatti (ed. 2018) le specie di Tanacetm della flora spontanea italiana sono suddivise in due sezioni: 
- (1) capolini con fiori ligulati bianchi e tubolosi gialli: 
  - Tanacetum parthenium (L.) Sch.Bip. - Erba amara vera.
  - Tanacetum corymbosum (L.) Sch.Bip. - Erba amara dei boschi.
  - Tanacetum cinerariifolium (Trevir.) Sch.Bip. - Piretro della Dalmazia.
- (2) capolini con tubolosi gialli (quelli periferici sono un po' raggianti), mancano i fiori ligulati bianchi:
  - Tanacetum vulgare L. - Erba amara selvatica.
  - Tanacetum audibertii DC. - Erba amara sardo-corsa.
  - Tanacetum balsamita L. - Erba amara balsamica.

### Visione sinottica del genere in Italia
Per meglio comprendere ed individuare le varie specie del genere (solamente per le specie spontanee della flora italiana) l'elenco seguente utilizza in parte il sistema delle chiavi analitiche:
- 1A: le sinflorescenze sono composte da capolini solitari su lunghi peduncoli;

Tanacetum cinerariifolium (Trevir.) Sch.-Bip. - Piretro della Dalmazia: l'altezza media va da 3 a 7 dm; il ciclo biologico è perenne; la forma biologica è camefita suffruticosa (Ch suffr); il tipo corologico è Illirico; l'habitat tipico per questa specie sono gli ambienti ruderali e le scarpate; la diffusione sul territorio italiano è soprattutto come pianta coltivata anti-insetticida (non è certo che si trovi allo stato spontaneo).
- 1B: le sinflorescenze sono formate da corimbi di capolini;

- 2A: i capolini hanno i fiori ligulati bianchi e quelli tubolosi gialli;

Tanacetum parthenium (L.) Sch.-Bip. – Erba amara vera: il contorno delle foglie è ovato; i segmenti hanno una forma oblunga e sono incisi in modo quasi dentato; le foglie cauline sono picciolate; l'altezza media va da 4 a 8 dm; il ciclo biologico è perenne; la forma biologica è emicriptofita scaposa (H scap); il tipo corologico è Eurasiatico (Sud Est Europeo – Sud Ovest Asiatico); l'habitat tipico sono le zone ruderali e le boscaglie; è comune su tutto il territorio italiano fino ad una altitudine di 1000 m s.l.m..
Tanacetum corymbosum (L.) Sch.-Bip. – Erba amara dei boschi: il contorno delle foglie è oblungo; i segmenti hanno una forma lanceolata e sono incisi in modo pennato-partito; le foglie cauline sono sessili; l'altezza media va da 5 a 10 cm; il ciclo biologico è perenne; la forma biologica è emicriptofita scaposa (H scap); il tipo corologico è Eurimediterraneo; l'habitat tipico sono le boscaglie e i pendii sassosi e aridi; è comune su tutto il territorio italiano (escluse le isole) fino ad una altitudine di 1800 m s.l.m..
- 2B: i capolini hanno solo i fiori tubolosi gialli;

- 3A: le foglie sono profondamente divise e quelle inferiori sono di tipo pennatosetto;

Tanacetum vulgare L. – Erba amara selvatica: i capolini sono numerosi in densi corimbi; l'altezza media va da 3 a 15 dm; il ciclo biologico è perenne; la forma biologica è emicriptofita scaposa (H scap); il tipo corologico è Eurasiatico; l'habitat tipico sono le zone incolte, le sponde dei torrenti e i bordi dei sentieri e vie; è comune su tutto il territorio italiano fino ad una altitudine di 3000 m s.l.m..
Tanacetum auberti (Req.) DC. – Erba amara sardo-corsa: le sinflorescenze sono formate da pochi capolini (fino a 10); l'altezza media va da 2 a 5 dm; il ciclo biologico è perenne; la forma biologica è emicriptofita scaposa (H scap); il tipo corologico è Endemico Sardo-Corso; l'habitat tipico sono le zone a pascolo e i dirupi; sul territorio italiano è rara ed è diffusa solo in Sardegna ad una altitudine compresa tra 800 e 1800 m s.l.m..
- 3B: le foglie inferiori sono crenate o seghettate:

Tanacetum balsamita L. – Erba amara balsamica: l'altezza media va da 5 a 10 cm; il ciclo biologico è perenne; la forma biologica è emicriptofita scaposa (H scap); il tipo corologico è Ovest Asiatico; l'habitat tipico sono gli orti (coltivata come condimento); su tutto il territorio italiano ha una presenza discontinua.

## Usi

### Farmacia
- Sostanze presenti: nei fiori sono presenti delle gomme, delle sostanze amare chiamate “tanacetine”; nelle foglie invece sono presenti dei glucosidi, dell'acido gallico, oli essenziali ricchi di canfora e eteri vari[16].
- Proprietà curative: a queste piante (in modo particolare alla specie Tanacetum vulgare) vengono associate le seguenti proprietà: amare, toniche (rafforza l'organismo in generale), digestive, vermifughe (elimina i vermi intestinali), astringenti (limita la secrezione dei liquidi), febbrifughe (abbassa la temperatura corporea) e vulnerarie (guarisce le ferite).
- Parti usate: le foglie raccolte prima della fioritura o i capolini prelevati a fine estate.

### Tossicità
Le pianta di questo genere sono considerate tossiche a causa della presenza del tujone. Le foglie e i fiori sono velenosi se consumati in grande quantità. Il tujone (olio volatile, o terpene, componente principale di alcune resine) che si trova anche in alcune bevande alcoliche e nell'assenzio, ha vari effetti: afrodisiaco, aumento dell'attività cerebrale, allucinazioni, spasmi, convulsioni, ed anche morte.